# مظفر جبار
مظفر جبار (انگلیسی: Mudhafar Jabbar؛ زادهٔ ۱۱ ژانویهٔ ۱۹۶۵) بازیکن سابق و مربی فوتبال اهل عراق است.
از باشگاه‌هایی که در آن بازی کرده‌است می‌توان به باشگاه ورزشی الکرخ اشاره کرد.
وی همچنین در تیم ملی فوتبال عراق بازی کرده‌است.